# Heinz-Gerold Manschus
Heinz-Gerold Manschus (* 25. November 1950) war Fußballspieler in Rostock und Stralsund. Für den FC Hansa Rostock und die ASG Vorwärts Stralsund spielte er in der DDR-Oberliga, der höchsten Spielklasse des DDR-Fußball-Verbandes.

## Sportlicher Werdegang
Manschus’ Start im Männerbereich des Fußballs begann am 12. Oktober 1969 in der 2. Mannschaft des FC Hansa Rostock im Punktspiel der zweitklassigen DDR-Liga FC Hansa II – Chemie Wolfen (2:1) als Einwechselspieler. Es folgten bis zum Ende der Saison 1969/70 drei weitere DDR-Liga-Einsätze für den 19-Jährigen über jeweils 90 Minuten als Mittelfeld- bzw. Angriffsspieler. Bis 1972 stand Manschus stets im Aufgebot der 2. Hansa-Mannschaft. Schon 1970/71 gehörte er dort als Rechtsaußenstürmer zur Stammelf und bestritt 22 der 26 Punktspiele. Blieb er dieser Saison noch ohne Torerfolg, kam er 1971/72 in seinen 20 von 22 Ligaspielen auf drei Treffer. Am 1. April 1972 bestritt Manschus sein einziges Oberligaspiel für den FC Hansa. In der Begegnung des 22. Spieltages Sachsenring Zwickau – FC Hansa (2:0) wurde er in der 61. Minute eingewechselt.  Zu Beginn der Spielzeit 1972/73 begann Manschus erstmals durchgehend im Mittelfeld zu spielen. Nachdem er die ersten neun Punktspiele für Hansa II absolviert hatte, musste er am 1. November 1972 seinen Militärdienst antreten. Bis zu diesem Zeitpunkt hatte er für Hansa Rostock II 55 Punktspiele bestritten und vier Tore erzielt.
Während seiner Armeezeit spielte Manschus bei der Armeesportgemeinschaft (ASG) Vorwärts Stralsund. Bis zur Saison 1973/74 war er mit der ASG ebenfalls in der DDR-Liga vertreten, danach stieg die Vorwärtsmannschaft in die Oberliga auf. An diesem Erfolg war Manschus als Rechtsaußenstürmer mit 19 Punkt- und acht Aufstiegsspielen beteiligt und wurde mit zehn Toren Torschützenkönig der Stralsunder. In der Oberligasaison 1974/75 verpasste Manschus lediglich ein Punktspiel. Zunächst wurde er als Mittelstürmer eingesetzt, vom 19. Spieltag bis zum Ende der Saison spielte er auf der rechten Angriffsseite. Mit seinen vier Punktspieltoren wurde er zweitbester Schütze seiner Mannschaft, hinter Jürgen Siermann mit fünf Treffern. Manschus stand in allen seinen Oberligaspielen in der Startelf, fünfmal wurde er ausgewechselt. Vorwärts Stralsund konnte sich nur eine Saison lang in der Oberliga halten. Nach dem Abstieg spielte Manschus mit der ASG noch zwei Spielzeiten in der DDR-Liga, in denen er insgesamt 31 Spiele bestritt. Nach Abschluss der Saison 1976/77 beendete Manschus seine leistungssportliche Laufbahn.
Von 1991 bis 1994 trainierte Manschus die Bezirksligamannschaft des UFC Arminia Rostock.